# UFC Fight Night: Machida vs. Mousasi
L'UFC Fight Night: Machida vs. Mousasi (aussi appelé UFC Fight Night 36) est un évènement de mixed martial arts produit par l'Ultimate Fighting Championship. Il a eu lieu le 15 février 2014 à l'Arena Jaraguá de Jaraguá do Sul au Brésil et met en vedette un combat entre Lyoto Machida et Gegard Mousasi dans la catégorie des poids moyens.

## Enjeux
Le combat principal est important vus qu'il s'agit de deux combattants de renom. En effet, Machida est un ancien champion mi-lourd et viens de remporter son premier combat chez les poids moyens par Ko au premier round. Il est actuellement classé 4e dans le classement officiel. Mousasi quant à lui présente un palmarès impressionnant de 34 victoires pour 3 défaites (et 2 égalités), ayant remporté des victoires et des titres de champions dans plusieurs catégories ainsi que dans plusieurs organisations. Son derniers combat s'est déroulé dans la catégorie des poids mi-lourd et s'est terminé par une victoire par décision unanime. C'est son premier combat à l'UFC dans la catégorie des poids moyens et c'est pour cette raison qu'il n'apparait pas encore dans le classement officiel.
Le combat co-principal présente un affrontement entre Ronaldo Souza et le français Francis Carmont. Souza a remporté ses deux premiers combats à l'UFC avant la fin du temps impartit et est actuellement 3e dans le classement officiel. Carmont est quant à lui classé 8e grâce à ses 6 victoires consécutives au sein de l'organisation américaine.

## Carte des combats
| Catégorie              | Vainqueur          | Adversaire               | Méthode                                 | Round | Temps | Notes                                           |
| ---------------------- | ------------------ | ------------------------ | --------------------------------------- | ----- | ----- | ----------------------------------------------- |
| Programme principal    |                    |                          |                                         |       |       |                                                 |
| Poids moyens           | Lyoto Machida      | Gegard Mousasi           | Décision unanime (49-46, 50-45, 50-45)  | 5     | 5:00  | Combat de la soirée.                            |
| Poids moyens           | Ronaldo Souza      | Francis Carmont          | Décision unanime (29-28, 29-28, 30-27)  | 3     | 5:00  |                                                 |
| Poids mi-moyen         | Erick Silva        | Takenori Sato            | TKO (Coups de poing)                    | 1     | 0:52  | Performance de la soirée pour Erick Silva.      |
| Poids mi-moyens        | Nicholas Musoke    | Viscardi Andrade         | Décision unanime (29-28, 29-28, 29-28)  | 3     | 5:00  |                                                 |
| Poids plumes           | Charles Oliveira   | Andy Ogle                | Soumission (Etranglement)               | 3     | 2:40  | Performance de la soirée pour Charles Oliveira. |
| Programme préliminaire |                    |                          |                                         |       |       |                                                 |
| Poids plumes           | Joe Proctor        | Cristiano Marcello       | Décision unanime (29-28, 30-27, 29-28)  | 3     | 5:00  |                                                 |
| Poids plumes           | Rodrigo damm       | Ivan Jorge               | Décision unanime (29-28, 29-28, 29-28)  | 3     | 5:00  |                                                 |
| Poids plumes           | Francisco Trinaldo | Jesse Ronson             | Décision partagée (28-29, 29-28, 30-27) | 3     | 5:00  |                                                 |
| Poids coqs             | Luri Alcantara     | Wilson Reis              | Décision partagée (28-29, 30-27, 30-27) | 3     | 5:00  |                                                 |
| Poids plumes           | Felipe Arantes     | Maximo Blanco            | Décision unanime (29-27, 29-27, 29-27)  | 3     | 5:00  |                                                 |
| Poids mi-moyens        | Ildemar Alcantara  | Albert Tumenov           | Décision partagée (28-29, 29-28, 30-27) | 3     | 5:00  |                                                 |
| Poids plumes           | Zubaira Tukhugov   | Douglas Silva de Andrade | Décision unanime (30-27, 29-28, 30-27)  | 3     | 5:00  |                                                 |

,